# Dialecte de Harbin
Le dialecte de Harbin (chinois simplifié : 哈尔滨话 ; chinois traditionnel : 哈爾濱話 ; pinyin : hāěrbīn huà) est une variété du mandarin du nord-est parlée dans la région de Harbin, la capitale de la province de Heilongjiang.

## Caractéristiques
Le dialecte de Harbin est phonologiquement proche du mandarin standard, mais il est également porteur de connotations régionales et culturelles fortes. Dont notablement, les locuteurs dont mandarin du nord-est en général, sont généralement considérés comme des personnes physiquement fortes, courageuse et de confiance. 

## Vocabulaire
Le vocabulaire du dialecte de Harbin est différent du mandarin standard pour deux raisons. Une des sources d'un lexique distinct est que la région est sous influence du territoire russe proche. Dès le début du XIXe siècle, de nombreux mots et néologismes d'origine russe ou plus largement européenne parvirent de ces territoires. La seconde source de vocabulaire spécifique provient de l'histoire de la région du nord-est, et en particulier de l'histoire et des traditions du pays de Mandchourie. Pour davantage d'information concernant ces spécificités lexicales ou phonologiques, voir mandarin du nord-est.